# Nerpitsjemeer (Kamtsjatka)
Het Nerpitsjemeer (Russisch: озеро Нерпичье, Itelmeens: Колко-Кро; Kolko-Kro) is een meer aan de oostkust van het Russische schiereiland Kamtsjatka, dat aan de westzijde wordt begrensd door het schiereiland Kamtsjatski met daarop het Kaap Kamtsjatkagebergte. Het vormt het grootste estuariummeer van het hele Russische Verre Oosten. Het meer heeft een oppervlakte van 552 km². Het meest noordwestelijke deel vormt een beschutte baai van 104 km² en wordt Koelmoetsjnojemeer genoemd. Het meer wordt vooral gevoed door sneeuw en regen en de 117 riviertjes die afwateren op het meer, waaronder de Sjirokaja, Izvidistaja, Vystraja, Poetanaja, Onoetsjina, Chalnitsa, Tarchovka, Severnaja Belaja, Belenkaja, Veresjtsjagina, Kljoetsj Korejski, Olchovo-Koeltoetsjnaja, Koeltoetsjnaja, de 1e, 2e en 3e Olchovaja, Talovaja en de Belaja. Het waterniveau varieert verder met de getijden. In het meer ontstaat de rivier Ozjornaja, die vrijwel direct afwatert op de Kamtsjatka in het kustplaatsje Oest-Kamtsjatsk en van daar in de Golf van Kamtsjatka, een uithoek van de Grote Oceaan. In het meer liggen de kleine eilandjes Sivoetsji, Kiroen en -bij Oest-Kamtsjatsk- Tsjavtsji.
De oorspronkelijke Itelmeense naam was Kolko-Kro: "het meer waar ijs breekt", verwijzende naar de grote polinia's waar door de wind het ijs eenvoudig kan opbreken. De Kozakken, die in de 18e eeuw arriveerden in het gebied, gaven het meer haar huidige Russische naam, daarbij verwijzend naar de vele zeehonden (nerp) die bij het meer voorkwamen. In de jaren 30 werd er op haring gevist in het meer. Van de jaren 30 tot de jaren 50 bevond zich de nederzetting Koeltoek aan de noordzijde van het meer. In de Tweede Wereldoorlog werd door inwoners van Oest-Kamtsjatsk een nieuwe monding gegraven voor de Kamtsjatkarivier, waardoor het meer in open verbinding met de zee kwam te staan en het zoutgehalte aanmerkelijk toenam. In de jaren 60 werd het microdistrict Oest-Kamtsjatska gesticht aan de zuidrand van het meer.